# Матковац
Матковац је насељено мјесто у општини Осмаци, Република Српска, БиХ. Према попису становништва из 2013. у насељу је живјело 352 становника.

## Становништво
| Националност | 1991. | 1981. | 1971. |
| Срби         | 213   | 203   | 108   |
| Муслимани    | 278   | 287   | 69    |
| Југословени  |       | 1     |       |
| остали       |       |       | 1     |
| Укупно       | 491   | 491   | 178   |

| Демографија | Демографија | Демографија |
| Година      | Становника  | Становника  |
| ----------- | ----------- | ----------- |
| 1961.       | 169         |             |
| 1971.       | 178         |             |
| 1981.       | 491         |             |
| 1991.       | 491         |             |
| 2013.       | 352         |             |